# Alagoashokko
Alagoashokko (Mitu mitu) er en blank-sort, fasan-lignende fugl, der tidligere kunne findes i skove i de nord østlige dele af Brasilien som Pernambuco og Alagoas (deraf navnet), men den er nu uddød i naturen ; der er omkring 130 medlemmer i fangenskab. 
- Illustration fra 1650'erne